# Kyösti Kallio
Kyösti Kallio (10 de abril de 1873-19 de diciembre de 1940) fue un político finlandés, cuarto presidente de la República de Finlandia (1937-1940). Kallio era representante del estado campesino, fundador del Partido Rural (predecesor del Partido del Centro) en 1906 y miembro del "Senado de independencia" en 1917. Antes de ser elegido presidente, era diputado en varias legislaturas, presidente del parlamento y cuatro veces primer ministro. En 1922, se promulgó la llamada "Lex Kallio" que mejoró la posición de los pequeños campesinos. Al principio de su presidencia, Kallio nombró un gobierno de coalición de los centristas y los socialdemócratas, lo que hizo posible un frente común y un país unificado, ya recuperado de la guerra civil de 1918, cuando la Unión Soviética atacó Finlandia el 30 de noviembre de 1939 y empezó la Guerra de Invierno, que duró hasta el 13 de marzo de 1940. No obstante, el calvario de la guerra quebrantó la salud del presidente, quien dimitió del cargo en noviembre de 1940. Poco después, el 19 de diciembre de 1940, Kyösti Kallio falleció dramáticamente de ataque cardíaco en la estación de ferrocarriles de Helsinki, cuando iba a tomar el tren hacia su casa en Nivala.
| Predecesor: Pehr Evind Svinhufvud                                               | Presidente de Finlandia 1937 - 1940                                          | Sucesor: Risto Ryti                                                     |
| Predecesor: Aimo Cajander Antti Tulenheimo Oskari Mantere Toivo Mikael Kivimäki | Primer ministro de Finlandia 1922 - 1924 1925 - 1926 1929 - 1930 1936 - 1937 | Sucesor: Aimo Cajander Väinö Tanner Pehr Evind Svinhufvud Aimo Cajander |

- Datos: Q209441
- Multimedia: Kyösti Kallio / Q209441